# 佐賀県立佐賀高等学校
佐賀県立佐賀高等学校（さがけんりつさがこうとうがっこう）は、1949年度から1964年度まで佐賀県佐賀市に存在した公立高校。1963年度に、佐賀県立佐賀西高等学校、佐賀県立佐賀北高等学校、佐賀県立佐賀東高等学校の3校に分離した。
佐賀西高等学校は佐賀変則中学校が開校した1876年（明治9年）を創立年とし、佐賀北高等学校及び佐賀東高等学校はそれぞれ佐賀高等学校から分離した1963年（昭和38年）を創立年としている。

## 沿革
佐賀県立第一高等学校
- 1876年（明治9年） - 佐賀藩の藩校であった弘道館跡に佐賀変則中学校が開校。
- 1883年（明治16年） - 佐賀県佐賀中学校に改称。
- 1895年（明治28年） - 佐賀市城内（佐賀県立佐賀西高等学校の現校地）に移転。
- 1901年（明治34年） - 佐賀県立佐賀中学校に改称。
- 1948年（昭和23年） - 学制改革に伴い新制高等学校となり、佐賀県立佐賀第一高等学校に改称。

佐賀県立第二高等学校
- 1901年（明治34年） - 佐賀県立佐賀高等女学校が開校。
- 1948年（昭和23年） - 学制改革に伴い新制高等学校となり、佐賀県立佐賀第二高等学校に改称。

佐賀市立成美高等学校
- 1901年（明治34年） - 私立成美高等女学校が開校。
- 1920年（大正9年） - 佐賀市に移管され、佐賀市立成美高等女学校に改称
- 1948年（昭和23年） - 学制改革に伴い新制高等学校となり、佐賀市立成美高等学校に改称。

佐賀県立佐賀高等学校
- 1949年（昭和24年） - 佐賀県立第一高等学校、佐賀県立第二高等学校、佐賀市立成美高等学校の3校が統合し、佐賀県立佐賀高等学校となる。定時制課程、通信制課程を併置する。
- 1956年（昭和31年） - 佐賀市天祐（佐賀県立佐賀北高等学校の現校地）に北校舎が落成。
- 1963年（昭和38年） - 佐賀県立佐賀高等学校が、佐賀県立佐賀西高等学校、佐賀県立佐賀北高等学校、佐賀県立佐賀東高等学校の3校に分離する。
- 1965年（昭和40年） - 佐賀県立佐賀高等学校閉校[2]。